# Eudendrium ramosum
Eudendrium ramosum (soms boompjeshydroïd genoemd) is een hydroïdpoliep uit de familie Eudendriidae. De wetenschappelijke naam is gepubliceerd in 1758 door Linnaeus in de tiende editie van Systema naturae.

## Beschrijving
Eudendrium ramosum is een koloniale hydroïdpoliep met een onregelmatig vertakkende, boomachtige structuur die tot een hoogte van ongeveer 15 cm groeit. De hoofdtakken verdelen zich in wat langere maar smallere takken die nabij hun uiteinden enkele komvormige, voedende poliepen dragen, ook wel hydranthen genoemd. Elke hydrant heeft ongeveer twintig tentakels, maar geen nematoforen. Deze hydranten zijn door holle buisvormige hydrocauli met de rest van de kolonie verbonden. Door middel van stolonen zijn de kolonies zijn vastgehecht aan het substraat. De stelen en takken zijn bruin tot roodbruin van kleur.
Dichter bij de basis van deze stengels bevinden zich de mannelijke of vrouwelijke voortplantingspoliepen, de gonoforen, waarbij elke kolonie mannelijk of vrouwelijk is. De mannelijke sporosacs groeien op niet-gereduceerde hydranten, er zijn er maximaal vijf per hydrant, elk met twee kamers tot drie kamers (bolletjes) per steeltje. De vrouwelijke gonoforen groeien op enigszins verkleinde of normale hydranten, waarbij elke gonozoïde uit maximaal zeven gonoforen bestaat. Er kunnen enkele ingekapselde embryo's aan de onderste stengel zijn bevestigd. De hydranthen en de omhulsel van de mannelijke sporosacs zijn rood, terwijl de vrouwelijke gonoforen meer oranje zijn. Deze soort heeft geen kwalstadium (meduse). Daarentegen bewegen de larven vrij rond in het water tot ze een plekje vinden om aldaar een nieuwe kolonie te beginnen.

## Verspreiding en leefgebied
Eudendrium ramosum is aanwezig in de Noord-Atlantische Oceaan, de Golf van Mexico en de Middellandse Zee. In de westelijke Atlantische Oceaan strekt het verspreidingsgebied zich uit van Groenland en de Noordelijke IJszee tot Florida, de Golf van Mexico. In het oostelijke deel van de Atlantische Oceaan strekt het verspreidingsgebied zich uit van het Noordpoolgebied langs de kusten van Europa tot Noord-Afrika. In de Middellandse Zee komt deze soort veel voor.
Deze hydroïdekolonies groeien op verschillende harde substraten; ze zijn robuuster in ondiep water en flexibeler in diepere leefgebieden. Ze komen voor van de laagwaterlijn tot ongeveer 200 meter diepte, soms zelfs dieper. In de Middellandse Zee zijn de kolonies het hele jaar aanwezig, met uitzondering van juni.